# エアハルト海兵旅団

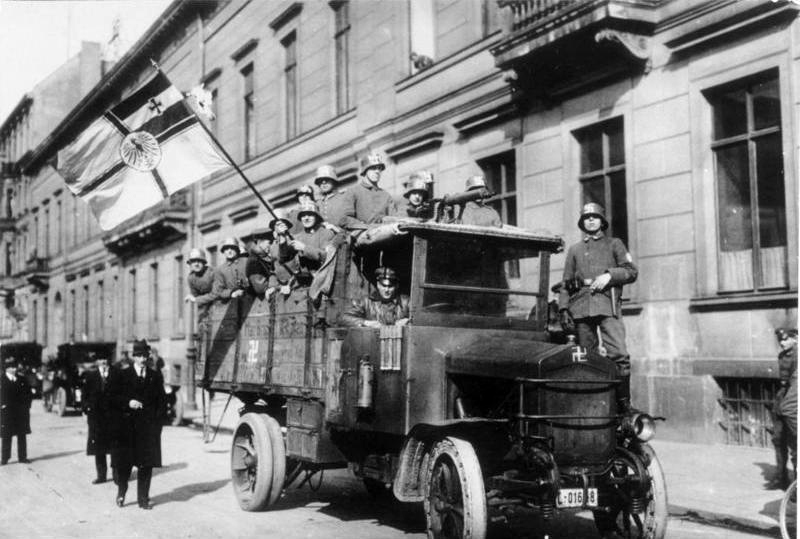
カップ一揆の際の「エアハルト海兵旅団」

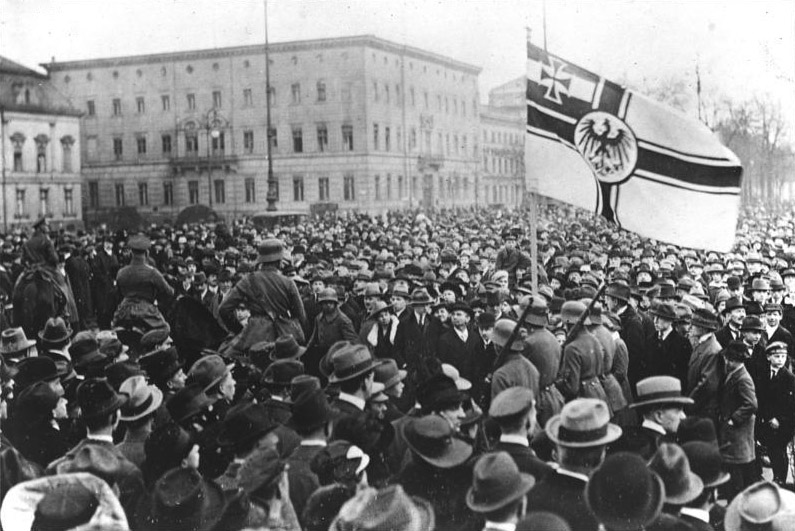
帝国軍旗を掲げて群衆の中を行進する団員たち

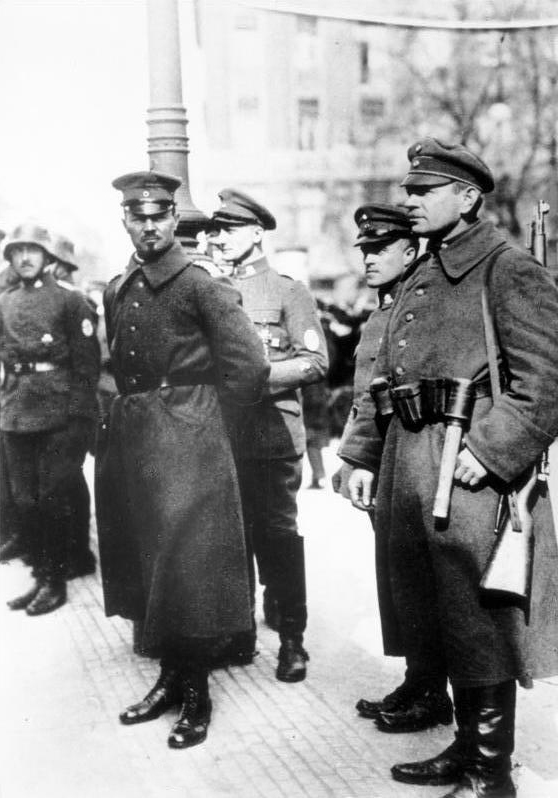
カップ一揆におけるヘルマン･エアハルト（左から2人目）

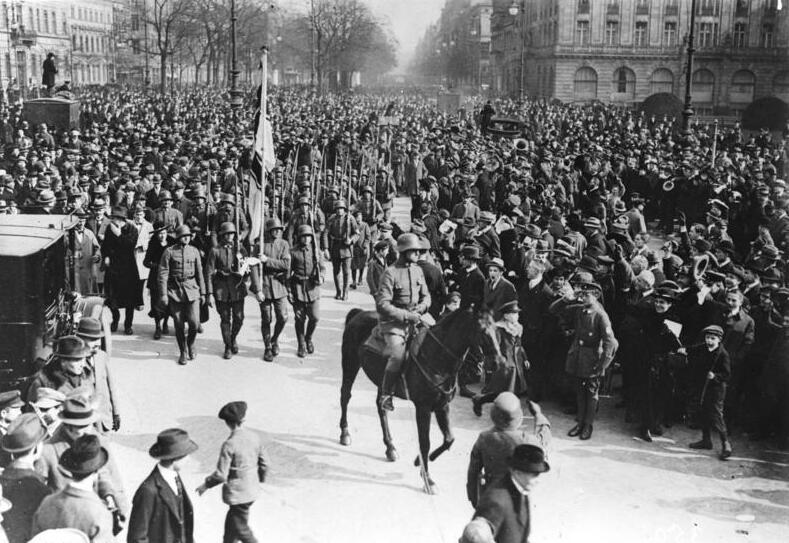
カップ一揆でベルリン市内を行進する旅団

エアハルト海兵旅団（エアハルトかいへいりょだん、独: Marinebrigade Ehrhardt）は、第一次世界大戦後、ドイツ革命に対する反革命軍事行動のため組織されたドイツ義勇軍（フライコール）の一つである。 エアハルト旅団の名前で有名。ヘルマン・エアハルト少佐によって組織された。カップ一揆などを起こしたことで知られる。

## 歴史
この義勇軍は旧帝国海軍の軍人を中心に6000人ほどが集まってヘルマン・エアハルト海軍少佐によりベルリンで組織された。ドイツの中央部や北西部で反革命軍事行動を行った。1919年春にはバイエルン王国に社会主義者が打ち建てたバイエルン・レーテ共和国の打倒に参加した。1919年8月にはシレジアに転じてポーランド人による蜂起の鎮圧に参加する。
ベルリン地区司令官ヴァルター・フォン・リュトヴィッツ将軍の指揮下に入ったが、1920年3月にグスタフ・ノスケ国防相から解散命令が出された。リュトヴィッツ将軍も旅団も激しく抵抗し、ヴォルフガング・カップを担ぎあげてカップ一揆をおこした。3月13日に旅団はベルリンを制圧したが、社会民主党政府の指令によるゼネストにあって、一揆は数日で失敗した。その後、ハンス・フォン・ゼークト将軍により改めて解散が命じられた。しかしその後も「元エアハルト士官同盟（Bund ehemaliger Ehrhardt-Offiziere）」や「コンスル（Organisation Consul）」といった偽装名で活動が続けられた。